# Melaleuca erubescens
Melaleuca erubescens là một loài thực vật có hoa trong Họ Đào kim nương. Loài này được Nees mô tả khoa học đầu tiên năm 1820.